# Підтайховський потік
Підтайховський потік (словац. Podtajchovský potok) — річка; ліва притока Видрово, протікає в окрузі Брезно.
Довжина приблизно 5,3 км. Витік знаходиться в масиві Вепорські гори (геоморфологічна підодиниця Балоцькі гори; схил гори Заклюки) — на висоті приблизно 880 метрів.
Протікає територією села Черний Балоґ. Впадає у Видрово на висоті приблизно 605 метрів.